# Geråstjärnen
Geråstjärnen är en sjö i Malung-Sälens kommun i Dalarna och ingår i Göta älvs huvudavrinningsområde. Sjön är 11,8 meter djup, har en yta på 0,0776 kvadratkilometer och är belägen 370,8 meter över havet. Vid provfiske har abborre fångats i sjön.

## Delavrinningsområde
Geråstjärnen ingår i det delavrinningsområde (671696-138368) som SMHI kallar för Utloppet av Holmsjön. Medelhöjden är 391 meter över havet och ytan är 43,29 kvadratkilometer. Räknas de 8 avrinningsområdena uppströms in blir den ackumulerade arean 151,29 kvadratkilometer. Årosälven (Uvan) som avvattnar avrinningsområdet har biflödesordning 2, vilket innebär att vattnet flödar genom totalt 2 vattendrag innan det når havet efter 416 kilometer. Avrinningsområdet består mestadels av skog (57 procent) och sankmarker (15 procent). Avrinningsområdet har 10,4 kvadratkilometer vattenytor vilket ger det en sjöprocent på 23,9 procent.